# 孙谦 (南朝)
孙谦（425年—516年），字长逊，南朝宋至南朝梁东莞郡莒县人（今山东省莒县）人。
孙谦在刘宋担任左军行参军，以干练著称。出为句容县令，清慎强记，号为神明。宋明帝时为巴东、建平二郡太守，郡多蛮族，之前的太守多以兵威镇摄，孙谦至以恩惠感化，威信大著，郡内安定。南朝齐时为钱唐县令，在职不受馈赠，治烦以简，狱无囚徒。离任时，百姓追着他送给他缣帛，他拒而不受。梁武帝天监六年（516年），担任零陵郡太守。历任二县五郡，所在廉洁，居身俭素，劝课农桑，务尽地利，收入常多于邻县。年老，征为光禄大夫。朝见时，还请皇帝安排自己到要害部门效力。梁武帝笑着说：“朕当使卿智，不使卿力。”在光禄大夫任上去世。从子孙廉。